# De la gramatología
De la gramatología (del francés, De la grammatologie) es un libro del filósofo francés Jacques Derrida, publicado en 1967. El libro, que origina la idea de la deconstrucción, propone que en la filosofía occidental la escritura ha sido erróneamente considerada como derivada del habla, dando lugar a una forma de pensamiento logocéntrica.

## Trasfondo
Derrida presentó De la gramatología primeramente como una tesis de especialización dirigida por Maurice de Gandillac. No obstante, fue rechazada.

## De la gramatología
Derrida plantea la gramatología como una «ciencia de la escritura». Sin embargo, él mismo señala los riesgos de que dicha ciencia no llegue a existir jamás como tal, así como de no poder definir la unidad de su objeto ni establecer un método o señalar los límites de su campo.
La propia idea de una ciencia de la escritura, dice Derrida, está suponiendo desde el inicio una idea de «ciencia» que nace en cierta época de la escritura. Además, esta gramatología estaría pensada dentro de ciertas relaciones entre el habla y la escritura y con cierta relación con la escritura fonética. En este sentido, Derrida indica que la escritura «no es solamente un medio auxiliar al servicio de la ciencia [···], sino la condición de posibilidad [···] de la objetividad científica». Al mismo hecho de que esto se encuadra dentro de cierto periodo histórico, habría que añadir, según Derrida, el hecho de que la propia historicidad está ligada a la posibilidad de la escritura.

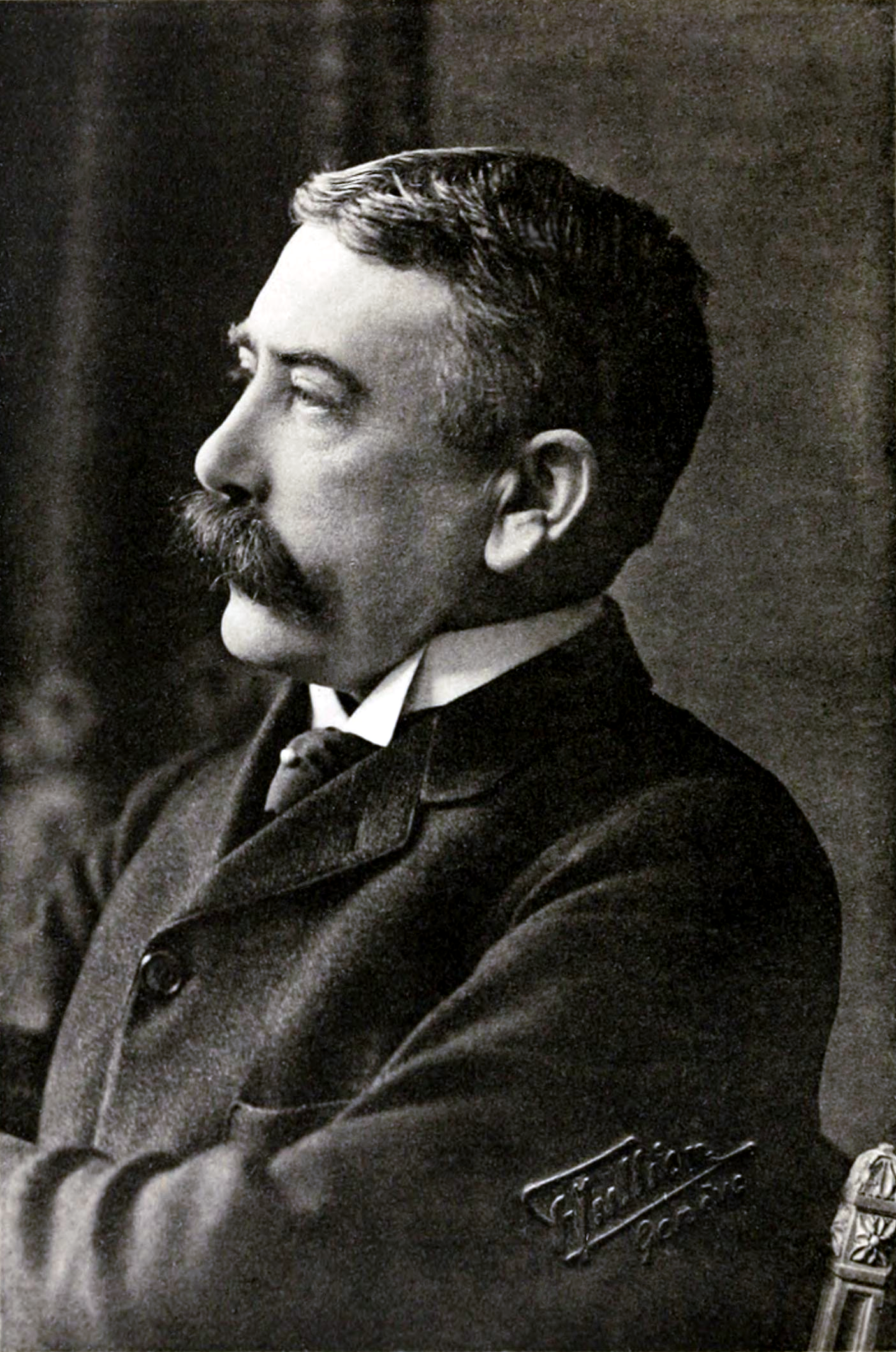
Fotografía restaurada del lingüista suizo Ferdinand de Saussure, a quien Derrida dedica la primera parte de De la gramatología.

### Saussure y el estructuralismo
De la gramatología comienza con una crítica al estructuralismo lingüístico tal como lo planteó Ferdinand de Saussure en su Curso de lingüística general. El filósofo francés cita al lingüista: «El lenguaje y la escritura son dos sistemas distintos de signos; el segundo existe con el único propósito de representar al primero». Destacando la dinámica desequilibrada entre el habla y la escritura que usa Saussure, Derrida ofrece la idea de que los símbolos escritos son, de hecho, significantes legítimos por sí mismos, y no deben considerarse como secundarios o derivados en relación con el habla oral. Así, dice Derrida que «la escritura en general no es "imagen" ni "figuración" de la lengua en general [···] La escritura no es signo de un signo [···]». Y continúa: «El sistema lingüístico asociado a la escritura fonético-alfabética es aquel en el que se produce la metafísica logocéntrica que determina el sentido del ser como presencia».

### Lectura de Rousseau

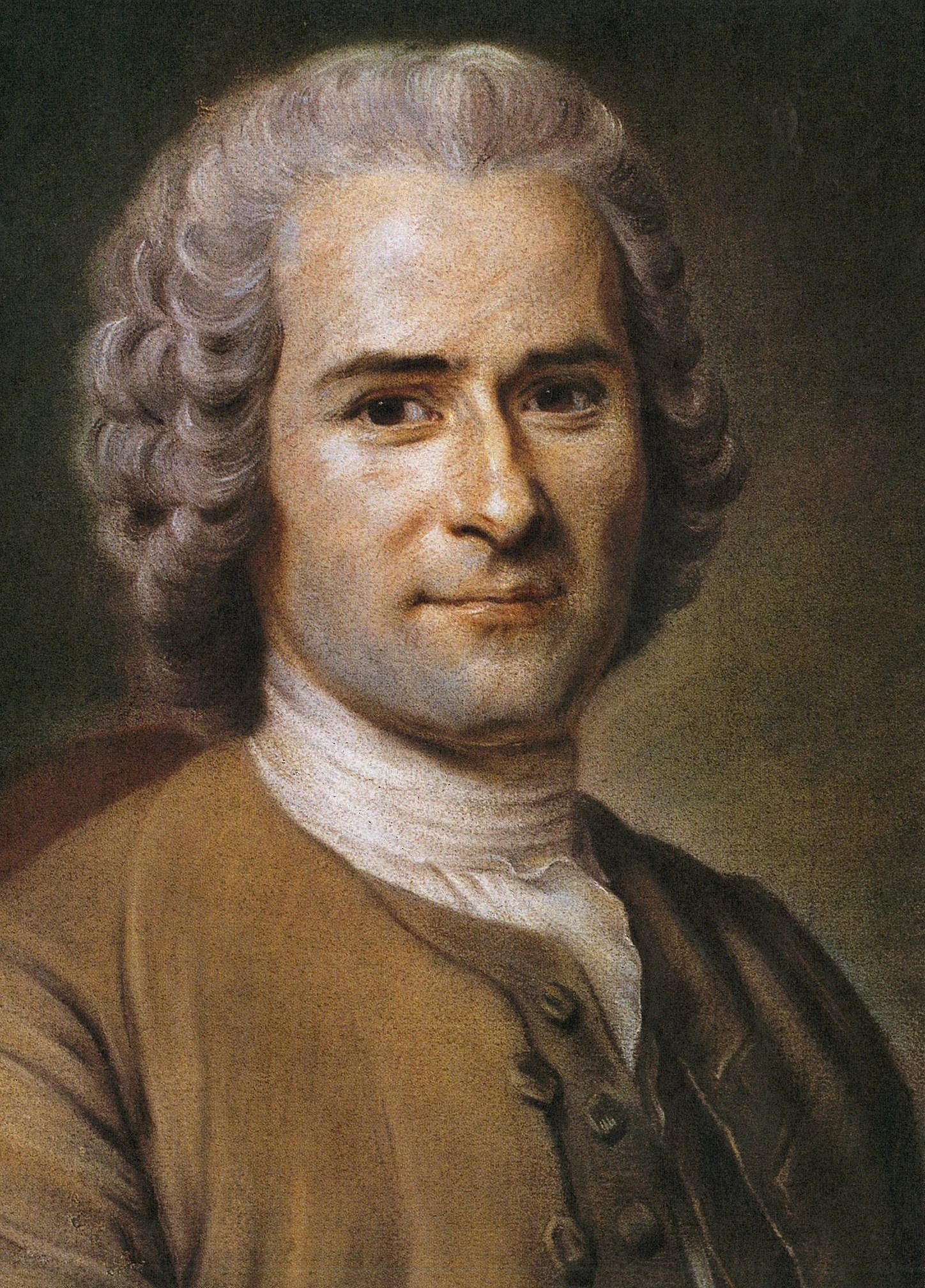
Retrato del filósofo francés de la Ilustración Jean-Jacques Rousseau.

Derrida ve en el filósofo de la Ilustración Jean-Jacques Rousseau la determinación de la escritura como suplemento, es decir, como el gesto que hace de ella un signo de un signo. Al caracterizar al arte y a la escritura como mímesis, Rousseau pasa a considerarlos un suplemento, es decir, una mera «imitación» de la presencia. Sin embargo, según Derrida, ahí el ilustrado se topa con el problema de que debe denunciar el carácter supletorio, inferior, del arte y la escritura, al tiempo que debe «reconocer allí la posibilidad del hombre, la expresión de la pasión, la salida de lo inanimado». De esta manera, «con el concepto de suplemento, no estamos frente a una palabra o un concepto, ni tampoco simplemente frente a una cosa, sino frente a aquello que da su coherencia al pensamiento de Rousseau al mismo tiempo que lo vuelve inestable y ambivalente».
Según Derrida, Rousseau habría intentado buscar un origen puro, libre del suplemento contaminante que supone la escritura. Sin embargo, la lectura que hace el filósofo franco-argelino plantea que el suplemento ya ha estado ahí desde el principio. Así, la escritura, que Rousseau querría señalar como algo posterior al origen del lenguaje, se encuentra, según Derrida, en ese mismo origen. De esta manera, Derrida llega también a otra conclusión: «la presencia, el ser de las cosas, el origen y la fuente no están puros sino afectados, parasitados, contaminados por lo que debería serles exterior y extranjero: la representación, la apariencia, el suplemento, todo lo que el discurso de Rousseau intenta exorcizar y que, en el mismo movimiento, demuestra su presencia». A partir de este análisis de los textos de Rousseau, Derrida pone en evidencia que la escritura, al mismo tiempo que amenaza la verdad, es la posibilidad histórica y oportunidad de esta última. La escritura como suplemento, que está ahí desde el origen del lenguaje, es la posibilidad misma de la verdad y la mentira. Por tanto, no hay «lenguaje sin escritura, origen sin suplemento o ser sin apariencias ni simulacros».

## Recepción

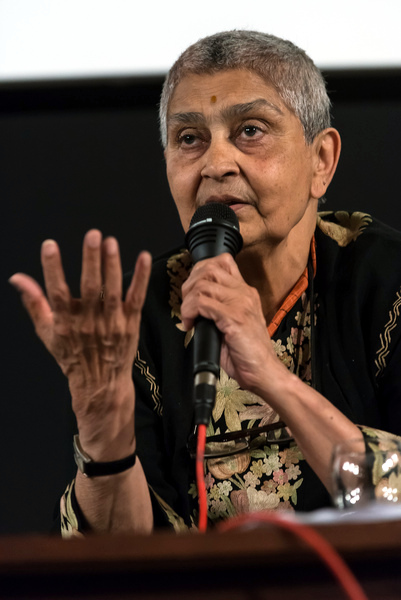
La filósofa india Gayatri Spivak fue la traductora al inglés de De la gramatología.

De la gramatología fue uno de los tres libros que Derrida publicó en 1967 y que sirvieron para darle cierto reconocimiento, junto con La voz y el fenómeno y La escritura y la diferencia y se lo considera un libro fundacional de la crítica deconstructiva.
El filósofo británico Iain Hamilton Grant considera que De la gramatología es uno de los libros de los que surge el posestructuralismo, como una respuesta a la desaparición del estructuralismo como discurso intelectual dominante. Los otros libros que irían en este sentido son El Antiedipo de Deleuze y Guattari (1972); Speculum. De l’autre femme de Luce Irigaray (1974); Economía libidinal de Jean-François Lyotard (1974) y El intercambio simbólico y la muerte de Jean Baudrillard (1976).